# Dark Chords on a Big Guitar
Albums de Joan Baez
Gone from Danger
(1997) Bowery Songs
(2005)
Dark Chords on a Big Guitar est un album de Joan Baez sorti fin 2003.

## Titres
| 1.    | Sleeper                 | Brown    | 4:35 |
| 2.    | In My Time of Need      | Adams    | 4:33 |
| 3.    | Rosemary Moore          | Cary     | 5:15 |
| 4.    | Caleb Meyer             | Welch    | 2:31 |
| 5.    | Motherland              | Merchant | 4:44 |
| 6.    | Wings                   | Ritter   | 4:01 |
| 7.    | Rexroth's Daughter      | Brown    | 5:19 |
| 8.    | Elvis Presley Blues     | Welch    | 4:40 |
| 9.    | King's Highway          | Henry    | 3:28 |
| 10.   | Christmas in Washington | Earle    | 5:13 |
| 44:38 |                         |          |      |

## Musiciens
- Joan Baez : chant, guitare, percussions
- Duke McVinnie : guitare, basse
- Byron Isaacs : basse
- George Javori : batterie
- Doug Pettibone : guitare
- Rani Arbo, Gail Ann Dorsey : chœurs